# Гремячевка (Калузька область)
Гремячевка (рос. Гремячевка) — присілок в Думіницькому районі Калузької області Російської Федерації.
Населення становить 7 осіб. Входить до складу муніципального утворення Село Которь.

## Історія
Від 2004 року входить до складу муніципального утворення Село Которь.

## Населення
| 2002 | 2010 | 2012 |
| ---- | ---- | ---- |
| 11   | ↘5   | ↗7   |